# Giovanni Sperotto
Giovanni Sperotto (Breganze, 13 novembre 1927) è un ex calciatore italiano, di ruolo attaccante.

## Carriera
Cresciuto nel Breganze, nella stagione 1946-1947 approda al Vicenza in Serie A dove rimane per due stagioni. Con i berici debutta in Serie A l'8 dicembre 1946 in Vicenza-Sampdoria (1-5).
Nel 1948 viene ceduto alla Fiorentina facendo il suo esordio in maglia viola il 19 settembre in Fiorentina-Palermo (0-3). In totale gioca tre stagioni per un totale di 89 e 24 gol.
Trasferitosi al Padova, gioca tre stagioni con i biancoscudati totalizzando 69 presenze e 8 gol.
Durante la sua carriera ha giocato anche per Treviso e Cremonese.